# پلوار (رود)
پُلوار رودخانه‌ای است در استان فارس ایران.
این رودخانه در میان مردم منطقه «رودخانه بلاغی» نامیده می‌شود و سد سیوند بر روی آن ساخته شده‌است. این رودخانه فصلی بوده و در مسیر خود دشت پاسارگاد را آبیاری می‌کند و سپس در نزدیکی پل خان به رود کر می‌پیوندد.
تنگه بلاغی دره عریضی است که رودخانه پلوار در آن جاری است. این تنگه در حد فاصل پاسارگاد و تخت جمشید واقع است. بسیاری از سفرنامه نویسان این مسیر را دیده و همچنین در متون جغرافیای تاریخی فارس بر اهمیت آن به ویژه در دوره‌های کهن تأکید شده‌است.
رودخانه پلوار (رود سیوند) پس از گذشتن از کنار آرامگاه کوروش از راه تنگه بلاغی به شهر استخر و شهر پارسه (تخت جمشید) می‌رسد. این رودخانه به عنوان حلقه پیوند دو محوطه ثبت شده در فهرست میراث جهانی، هم از منظر طبیعی و هم از دیدگاه پیدایش مهم‌ترین استقرارهای دوره تاریخی ایران (خاستگاه امپراتوری هخامنشی و امپراتوری ساسانی)، حائز اهمیت فراوان است.